# بوریس براژوفسکی
بوریس براژوفسکی (روسی: Борис Леонидович Брожовский؛ ‏۲۶ ژوئیهٔ ۱۹۳۵ – ۱۴ ژانویهٔ ۲۰۲۲) فیلم‌بردار اهل اتحاد جماهیر شوروی سوسیالیستی بود. وی دانش‌آموختهٔ مؤسسه سینمایی گراسیموف بود و در سال ۱۹۸۹ برندهٔ جایزه دولتی اتحاد شوروی شد.
از فیلم‌هایی که وی در آن‌ها نقش داشته است، می‌توان به تابستان سرد ۱۹۵۳ اشاره نمود.